# Docalidia ruficosta
Docalidia ruficosta är en insektsart som beskrevs av Jacobi 1905. Docalidia ruficosta ingår i släktet Docalidia och familjen dvärgstritar. Inga underarter finns listade i Catalogue of Life.